# アークシステムワークス
アークシステムワークス株式会社（英: Arc System Works Co., Ltd.）は、日本のゲームソフトウェア制作会社。コンピュータエンターテインメント協会正会員。
家庭用ゲームソフト・アーケードゲームの企画、制作、販売を行っている。関連会社として「株式会社アクリア」が存在する。

## 概要
セガのエンジニアだった木戸岡稔が同社を退職後、1988年1月から家庭用ゲームソフトの受託開発を開始し、同年5月に株式会社アークを設立。1991年に現社名に変更した。
1995年のPlayStation参入を機に自社販売を行うようになり、2000年には『GUILTY GEAR X』でアーケード市場にも参入した。
『ギルティギアシリーズ』を始めとするアニメーションの様な華麗なグラフィックを売りとする2D対戦格闘ゲームの開発を得意とする。同時に格闘ゲームに関するイベントなども主宰する。
『GUILTY GEAR Xrd -SIGN-』では3DCGを駆使した、構図的に2Dセルルック調に見せるアニメーション技術で注目を集めており、他社発売のゲームタイトルでこれらの技術を採用したものもある。
ダウンロードゲームに関しては木戸岡の直轄のもと、新人研修を兼ねて多様多種なジャンルを手がけている。
旧テクノスジャパンが開発・販売していた『くにおくんシリーズ』や『ダブルドラゴンシリーズ』の後継作を開発・販売していた会社の一つであったが、2015年6月にこれら旧テクノスジャパン関連の無体財産権を譲受している。
旧ワークジャムが開発・発売をしていた『探偵 神宮寺三郎シリーズ』についても同様に2016年12月に旧ワークジャム関係の無体財産権を譲受している。
ニコニコチャンネル、およびTwitch、Youtubeにチャンネルを開設しており、定期的に「あーくなま」のタイトルでゲーム紹介やイベント、制作している格闘ゲームの社内大会を配信している。
2016年には大韓民国ソウル特別市にアジア支店を設立した。

## 開発タイトル

### パッケージソフト
移植作を除く主なパッケージソフトを列記。
| 発売年  | タイトル                                                        | 販売元                                          |
| ------- | --------------------------------------------------------------- | ----------------------------------------------- |
| 1988年  | 双截龍 (セガ・マークIII版)                                      | セガ                                            |
| 1990年  | 対戦麻雀好牌                                                    | セガ                                            |
| 1990年  | 千代の富士の大銀杏                                              | フェイス                                        |
| 1990年  | はにい おんざ ろぉど                                            | フェイス                                        |
| 1990年  | ZIPANG（同名映画のタイアップ、テクモ『ソロモンの鍵』の改作）    | パックインビデオ                                |
| 1990年  | SD戦国武将列伝 烈火のごとく天下を盗れ!                          | バンプレスト                                    |
| 1990年  | 必殺仕事人                                                      | バンプレスト                                    |
| 1991年  | マインスイーパ                                                  | パックインビデオ                                |
| 1991年  | 秘宝伝説 クリスの冒険                                           | パックインビデオ                                |
| 1991年  | ロードスピリッツ                                                | パックインビデオ                                |
| 1991年  | おぼっちゃまくん（PCエンジン版）                                | ナムコ                                          |
| 1991年  | 井出洋介名人の実戦麻雀II                                        | カプコン                                        |
| 1991年  | バトルコマンダー 八武衆、修羅の兵法                             | バンプレスト                                    |
| 1992年  | 新世紀GPXサイバーフォーミュラ（スーパーファミコン版）           | タカラ                                          |
| 1992年  | グレイトバトルサイバー                                          | バンプレスト                                    |
| 1992年  | 恐竜戦隊ジュウレンジャー                                        | エンジェル                                      |
| 1992年  | ピザポップ!                                                     | ジャレコ                                        |
| 1994年  | ガイアセイバー ヒーロー最大の作戦                               | バンプレスト                                    |
| 1994年  | 美少女戦士セーラームーン（メガドライブ版）                      | マーバ                                          |
| 1994年  | 美少女戦士セーラームーン Another Story（スーパーファミコン版）  | エンジェル                                      |
| 1994年  | 美少女戦士セーラームーンS 場外乱闘!? 主役争奪戦                 | エンジェル                                      |
| 1995年  | ぎゃんぶるぱにっく                                              | セガ                                            |
| 1995年  | 将棋倶楽部                                                      | ヘクト                                          |
| 1995年  | エグゼクター                                                    |                                                 |
| 1995年- | ウィザーズハーモニーシリーズ                                    |                                                 |
| 1998年- | GUILTY GEARシリーズ                                             |                                                 |
| 1999年  | 田中寅彦のウル寅流将棋居飛車穴熊編                              |                                                 |
| 1999年  | Prismaticallization                                             |                                                 |
| 2000年  | ディジタル・ホームズ                                            |                                                 |
| 2000年  | グラップラー刃牙 バキ最強列伝                                   | トミー(現タカラトミー)                          |
| 2001年  | 無敵王トライゼノン                                              | マーベラスエンターテインメント                  |
| 2005年  | 北斗の拳 (対戦型格闘ゲーム)                                     | セガ                                            |
| 2007年  | 横山光輝三国志ゲーミックスシリーズ                              |                                                 |
| 2007年  | バトルファンタジア                                              |                                                 |
| 2007年- | 探偵 神宮寺三郎シリーズ（シリーズ11作目『いにしえの記憶』以降） |                                                 |
| 2007年  | バスフィッシングWii 〜ロクマル伝説〜                            |                                                 |
| 2007年  | アパシー 鳴神学園都市伝説探偵局                                 |                                                 |
| 2007年  | 式神の城III（Wii版・Xbox 360版）                                |                                                 |
| 2007年  | プチコプターWii アドベンチャーフライト                          |                                                 |
| 2008年  | 戦国BASARA X                                                    | カプコン                                        |
| 2008年  | 超熱血高校くにおくん ドッジボール部                             |                                                 |
| 2008年  | theresia テレジア -Dear Emlie-                                  |                                                 |
| 2008年- | BLAZBLUEシリーズ                                                |                                                 |
| 2008年  | プリンセス オン アイス                                          |                                                 |
| 2009年- | WINTER SPORTSシリーズ                                           |                                                 |
| 2009年  | Another Time Another Leaf 鏡の中の探偵                          |                                                 |
| 2009年  | ハッピー☆スター☆バンド                                          |                                                 |
| 2009年  | レアランドストーリー                                            |                                                 |
| 2009年  | オセロ                                                          |                                                 |
| 2010年  | くにおくんの超熱血!大運動会                                     |                                                 |
| 2010年  | バスフィッシングWii ワールドトーナメント                        |                                                 |
| 2010年  | くにおくんの超熱血サッカーリーグ                                |                                                 |
| 2011年  | 熱血硬派くにおくん すぺしゃる                                   |                                                 |
| 2011年  | ぬらりひょんの孫 百鬼繚乱大戦                                   | コナミ                                          |
| 2012年  | ペルソナ4 ジ・アルティメット イン マヨナカアリーナ              | アトラスとの共同開発、アトラスより販売          |
| 2012年  | SHIFTING WORLD 白と黒の迷宮                                     |                                                 |
| 2012年  | ファイ・ブレイン 絆のパズル                                     |                                                 |
| 2013年  | XBLAZE CODE:EMBRYO                                              |                                                 |
| 2013年  | 月英学園 -kou-                                                  |                                                 |
| 2013年  | 星霜のアマゾネス                                                | 開発：インテンス                                |
| 2013年  | ダマスカスギヤ -東京始戦-                                       |                                                 |
| 2014年  | 魔都紅色幽撃隊                                                  | 開発：トイボックス                              |
| 2014年  | UNDER NIGHT IN-BIRTH Exe:Late（PS3版）                          | 開発：フランスパン / エコールソフトウェア       |
| 2015年  | ドラゴンボールZ 超究極武闘伝                                    | バンダイナムコエンターテインメント              |
| 2016年  | ONE PIECE 大海賊闘技場                                          | バンダイナムコエンターテインメント              |
| 2017年  | ダブルドラゴンIV                                                |                                                 |
| 2018年  | ドラゴンボール ファイターズ                                     | バンダイナムコエンターテインメント              |
| 2018年  | ダイダロス:ジ・アウェイクニング・オブ・ゴールデンジャズ         | 開発：ネイロ                                    |
| 2018年  | ワールドエンド・シンドローム                                    | アークシステムワークス、トイボックス            |
| 2019年  | キルラキル ザ・ゲーム -異布-                                    | 開発：エープラス                                |
| 2019年  | 熱血硬派くにおくん外伝 River City Girls                         | アークシステムワークス、WayForward Technologies |
| 2019年  | Wizard's Symphony                                               | 開発：ブリッジ (ゲーム会社)                     |
| 2020年- | グランブルーファンタジー ヴァーサスシリーズ                     | Cygames                                         |
| 2022年  | DNF Duel                                                        | エイティングとの共同開発、ネクソンより販売      |
| 2024年  | ウマ娘 プリティーダービー 熱血ハチャメチャ大感謝祭!（Switch版） | Cygames                                         |
| 2025年  | テクノス ザ・ワールド くにおくん ＆ アーケードコレクション      |                                                 |
| 2025年  | ダブルドラゴン リヴァイヴ                                       |                                                 |
| 2026年  | MARVEL TOKON: FIGHTING SOULS                                    | ソニー・インタラクティブエンタテインメント      |

### ダウンロード配信ソフト
- Hard Corps: Uprising -PlayStation Network、Xbox Live アーケード用のゲームソフト。コナミ販売。2011年2月17日配信開始。
- NAX MUSIC PLAYER -PlayStation Vita用の音楽ソフト。2012年12月5日配信開始。[8]
- キューブクリエイター3D ニンテンドー3DS用のゲームソフト。2015年7月15日配信開始。[9]
- ガチャレーシング ニンテンドー3DS用のゲームソフト。2014年7月2日配信開始。
- Dear me, I was... Nintendo Switch 2用ゲームソフト。2025年7月31日配信予定[10]。

## 関連人物
- 石原明広
- 海法紀光